# 臧质
臧质（400年—454年7月13日），字含文，東莞莒縣（今山东莒县）人。南朝宋外戚，父親是武敬皇后之弟臧熹。臧質於南朝宋官至車騎將軍、雍州刺史，曾參與元嘉北伐並堅守盱眙城，後更助宋孝武帝劉駿討平太子劉劭，但不久就與南郡王劉義宣及魯爽等人起兵對抗朝廷，終兵敗被殺。

## 生平

### 建平良守
臧質還未夠二十歲，尚為東晉權臣的劉裕就讓他任曾擔任世子劉義符的中军行参军。宋代晉後轉員外散騎常侍，後又任江夏王劉義恭的撫軍參軍，但因為為人輕薄不檢而被宋文帝嫌惡，調為給事中。會稽長公主劉興弟多次幫他說話才令宋文帝任命其為建平太守。不過臧質任內甚得當地蠻族歸心，時南蠻校尉劉湛受徵還朝，也稱許臧質是「良守」。後臧質轉寧遠將軍、歷陽太守，歷遷竟陵、江夏內史及巴東建平二郡太守，都有益於百姓。

### 對抗北魏
臧質年滿三十就屢出外任，不但博覽史籍，文思敏捷，而且喜歡談論軍事。一直意欲北伐的宋文帝知道後認為可以給予臧質大任，就徵其為使持節、都督徐兗二州諸軍事、寧遠將軍、徐兗二州刺史。不過任內就因為奢侈生活，胡亂任命而被彈劾。後轉建威將軍、義興太守。元嘉二十七年（450年），臧質將要調任南譙王劉義宣的司空司馬、寧朔將軍兼南平內史，但未上任就遇上北魏大軍圍攻汝南懸瓠（今河南汝南縣），宋文帝遂派臧質馳赴壽陽（今安徽壽縣）並統領壽陽軍隊，聯同安蠻司馬劉康祖救援堅守的守將陳憲。不久，魏軍撤退，臧質奉命轉討汝南西方的山蠻，終大破蠻族，俘獲萬多人。事後轉任太子左衞率，可是就因被指攻打蠻族時枉殺隊主嚴祖以及收納男寵牲口，遂被免官。
正在免官之時，宋文帝下令北伐，臧質白衣聯同驃騎司馬王方回進攻許洛一帶，途中臧質知道率領東線軍隊的王玄謨無法攻下滑臺（今河南滑縣），遂自請接手進攻，但被宋文帝拒絕。後北魏太武帝拓跋燾率大軍反攻，王玄謨於滑臺兵敗撤退，魏軍接著長驅直入，逼近重鎮彭城（今江蘇徐州市），宋文帝慮及根本召回諸軍，並任命臧質為輔國將軍、假節、置佐，率領萬人北救彭城。不過，臧質到盱眙（今江蘇盱眙）時魏軍就已繞過彭城，並南渡淮河，臧質怕逼近的魏軍會佔據盱眙城東的高山，遂命胡崇之、臧澄之及毛熙祚分率三營駐於山上，臧質就在山南駐紥。北魏燕王拓跋谭先攻破胡崇之及臧澄之二營，毛熙祚率領手下北府精兵奮戰，一度擊退魏軍，但不久就因毛熙祚傷重去世而潰敗。臧質面對北魏強軍根本不敢救援三營，而隨後臧質軍亦自潰，臧質只能率百多個兵士逃入盱眙城，幸好盱眙太守沈璞一早就準備好守城的物資，臧質於是與沈璞共守盱眙城。魏軍接著試圖攻城但不成功，卻打算在日後北撤時攻奪盱眙城中的糧食作為退兵時的軍糧，於是就捨盱眙城繼續南進，盱眙城於是就抓住時間加強防禦。
次年年初，魏軍自瓜步北撤，到盱眙時就按計劃要攻城，太武帝初自臧質求酒，但臧質就裝了尿送給他，弄得太武帝很憤怒，命令之下一夜間魏軍就築起長圍，並開採東山的土石修築攻道，派兵封鎖連接城內的水道，傾力圍攻。當時太武帝還寫信向臧質說現在攻城的軍隊都不是鮮卑人，反是其他民族，稱臧質殺攻城魏軍根本沒能影響魏國實力。不過臧質回信亦不客氣，故意用當時北魏的一首童謠：「軺車北來如穿雉。不意虜馬飲江水。虜主北歸石濟死。虜欲渡江天不徙。」嘲諷他，又指春雨已下，宋軍將會聚集來援，挑釁說魏軍只管繼續攻城不要走，糧食不夠還能向他取，並要用北魏送他的利劍斬殺魏帝。太武帝看大怒，命人製造鐵床待臧質被俘後施虐。不過，魏軍用來攻城的鉤車被城中人們用繩索拉著，夜晚宋軍更派士兵出城取去鉤車的鉤；魏軍又嘗試用衝車攻城，但城牆實在太堅實，每次衝擊只有數升碎土掉下，傷害甚少。魏軍接著決定派兵血拼，士兵一波接一波地冒死攻城，宋軍遂於這樣的攻城行動中殺弓數以萬計的魏兵，屍體堆起來的高度還和城牆一樣高。魏軍這樣強攻了三十日，還是無法攻陷盱眙，反而死傷慘重，慮及彭城宋軍可能會出兵斷其歸路，太武帝率放棄攻城北走。
戰後，宋文帝嘉獎臧質成功守住盱眙的功勞，以其為使持節、監雍梁南北秦四州諸軍事、冠軍將軍、寧蠻校尉、雍州刺史，封為開國子，食邑五百戶。元嘉二十九年（452年），宋文帝再行北伐，命臧質率兵攻向潼關，不過臧質只是在雍州治所襄陽（今湖北襄陽市）近郊屯兵，僅派司馬柳元景前赴。期間更因思念愛妾而隻身走回城中見面，更耗費了六七百萬臺庫的金錢，不過宋文帝也不問罪。

### 助討劉劭
元嘉三十年（453年），太子劉劭發起兵變殺掉父親宋文帝自立，以臧質為丹楊尹。不過，臧質家人就派了門生師顗告知臧質劉劭弒父奪位之事，臧質於是報告荊州刺史劉義宣，又派人向起兵討伐劉劭的劉駿報信以示支持，並舉眾五千南下荊州治所江陵（今湖北荊州市）與劉義宣會合。義宣聞訊亦起兵，版命臧質為征北將軍，臧質遂赴尋陽與劉駿一同東下建康。至建康附近的新亭時劉駿即位為帝，任命臧質為都督江州諸軍事、車騎將軍、開府儀同三司，江州刺史，加散騎常侍。接著臧質率軍攻進廣莫門，與諸軍在太極殿會師，並生擒劉劭。臧質因功獲封始興郡公。

### 野心致殞
宋孝武帝劉駿掌握權力，但臧質一直當他是少主，於是行事專擅，江州的刑政大事都不上報，而盆口及鈎坼的積糧都被臧質擅自挪用，臺城於是屢次下書責問他，臧質既猜疑孝武帝想對付他，另也按捺不住自己的野心，想利用平庸愚昧的劉義宣助他掌權。早於臧質起兵出討劉劭時，就已經有利用劉義宣的打算，對其極盡禮敬意圖推其為主，並曾通報柳元景請其支持，惟柳元景站在劉駿一邊，義宣也推了劉駿為主，故不成功。而在此時，臧質就趁義宣怨恨劉駿淫其女兒的機會密書義宣勸他起兵，終成功勸動到義宣。其時義宣也招了關係親密的豫州刺史魯爽，約定於孝建元年（454年）秋季一同起兵，惟魯爽因醉酒而誤事，竟然立即起兵，臧質及義宣聞訊，亦被逼倉卒起兵響應。
王玄謨率朝廷水軍進至梁山洲（今安徽和縣南），並在附近江邊兩岸修築偃月壘，在當地水陸列陣等待東下的臧質軍；殿中將軍沈靈賜更率領一百舸攻破在南陵的臧質前軍。臧質及義宣軍隊相繼到達梁山，臧質就計劃由義宣派兵萬人進攻柳元景所在的姑孰（今安徽當塗縣）以絕玄謨後繼，亦派萬人進攻梁山的玄謨水軍，以作牽制，接著由自己循外江直攻石頭，攻下建康。不過劉義宣卻聽信心腹劉諶之所言而猜忌臧質，改為盡力攻取梁山，想在擊敗元景等軍長驅直進，沒聽從臧質。臧質先派軍成功攻陷西壘，接著就要再取東壘，劉義宣此時卻又聽信顏樂之，怕臧質再下一城會搶去所有功勞，派了劉諶之與臧質同行。臧質軍在壘南列陣，王玄謨盡出精兵抗擊，薛安都也領騎兵出擊。兩軍交戰良久後臧質軍陣出現弱點，薛安都的騎兵趁機攻入陣中，劉季之等又攻入了軍陣的西北角，臧質軍於是潰敗，船艦也被燒毀，大火更因風波及劉義宣所在的西岸船隻。臧質敗後還想和義宣商討後續行動，但義宣當時已經乘船逃走了，臧質找不到義宣，也不知還可作甚麼，餘眾於是都潰散了。臧質回到江州治所尋陽（今江西九江）後燒了府舍，帶著妓妾西走，原本臧質一行人還有寵臣何文敬率兵在前護送，但到西陽時西陽太守魯方平騙何文敬說朝廷只治首領的罪，文敬於是都逃走了。臧質唯有改往武昌郡投靠妹夫羊冲，但到後發現羊冲也被殺了，無處可逃的臧質只好到南湖（今湖北鄂州市五丈湖）躲起來，採蓮為食。後朝廷追兵來到，臧質用蓮葉遮擋頭部，將全身都浸在水中，僅將鼻子露出水面呼吸。不過這樣也被軍主鄭俱兒發現，一箭射中了臧質的心臟。其他士兵接著也舉刀砍他，臧質身體被剖開，腸臟流出和水草纏在一起。臧質還被裘应斬首，傳送到京師，時年五十五歲，其首級被加漆封存在武庫，如昔日王莽一樣。

## 性格特徵
- 臧質年輕時愛打獵，而且擅長賭博之術。
- 臧質高六尺七寸，頭髮卷曲而且頭頂光禿。
- 臧質任中軍行參軍時曾拜訪亦為外戚的护军赵伦之，但遭輕視不見。臧質於是憤怒地說：「兩家的大丈夫各自都要靠婦人建立門第地位，何必還要因此互相輕視。」趙倫之遂向其道歉，惟臧質已拂袖而去[10]。

## 子女
- 臧敦，黃門郎，被誅殺。
- 臧敷，司徒屬，被誅殺。
- 臧敞，太子洗馬，被誅殺。
- 臧斁，被誅殺。
- 臧氏，嫁劉義宣子劉悰[11]。
- 臧氏，嫁顏師仲[12]。

## 延伸阅读
[在维基数据编辑]
 《宋書/卷74》，出自沈约《宋书》